# Denise Cools
Denise Cools, née le 16 février 1903 à Paris et morte le 23 mars 1974 à Nogent-le-Rotrou, est une poétesse et romancière française du XXe siècle.

## Biographie
Denise Emélie Cools, née le 16 février 1903 dans le 10e arrondissement de Paris, est la fille du musicien Eugène Cools (1877-1936) et d'Anna Riboulk.
Pianiste classique et poétesse, elle publie à partir de 1927 dans différentes revues de poésie telles que L'Esprit Français, Lyrica, La Proue, Regards, Septimanie, ou Poésie dont elle devient secrétaire en 1931. Dans Septimanie, elle publie La Mort de tching-sing (n°43, 1927), Le disque heureux (n°54, 1927).
En 1932, elle habite le même immeuble que Louis-Ferdinand Céline, au 98 rue Lepic à Paris et c'est dans des circonstances étonnantes qu'elle fait la rencontre de l'écrivain et éditeur Robert Denoël. Ce dernier mentionne cette rencontre dans Comment j'ai connu et lancé Louis-Ferdinand Céline, à la suite de la réception par courrier du manuscrit de Voyage au bout de la nuit, avec pour seule identification d'expéditeur, le nom et l'adresse de Denise Cools.
Elle cesse de publier dans les revues littéraires après 1933, mais continue de publier des chants pour piano dans des revues musicales, avec des compositeurs comme son père ou Georges Aubanel, Ernesto Hallfter.
Elle meurt le 23 mars 1974 à Nogent-le-Rotrou.

## Œuvres
- La palette, 1926[7]
- Le moulin à vent (nouvelles)[3]
- Pour une dame qui se croyait vivante, 1931
- La cloison de verre[8]